# Waldkirchen an der Thaya
Waldkirchen an der Thaya ist eine Marktgemeinde mit 484 Einwohnern (Stand 1. Jänner 2025) im Bezirk Waidhofen an der Thaya in Niederösterreich.

## Geografie
Waldkirchen an der Thaya liegt im nördlichen Waldviertel in Niederösterreich. Die Fläche der Marktgemeinde umfasst 42,72 Quadratkilometer. 31,46 % der Fläche sind bewaldet. Durch die Gemeinde fließt der Zlabingsbach, der wenig südlich in die Deutsche Thaya mündet.
Im Ort Fratres besteht ein Grenzübergang nach Zlabings in Tschechien.

### Gemeindegliederung
Das Gemeindegebiet umfasst folgende sieben Ortschaften (in Klammern Einwohnerzahl Stand 1. Jänner 2025):
- Fratres (0)
- Gilgenberg (0)
- Rappolz (0)
- Rudolz (0)
- Schönfeld (0)
- Waldhers (6)
- Waldkirchen an der Thaya (478)

| Katastralgemeinden | Ortschaften in der Gemeinde |
| --- | --- |
| Fratres (4,20 km²) Gilgenberg (4,61 km²) Rappolz (7,20 km²) Rudolz (3,69 km²) Schönfeld (4,80 km²) Waldhers (11,61 km²) Waldkirchen (6,61 km²) | Fratres (D) · Gilgenberg (D) · Rappolz (D) · Rudolz (D) · Schönfeld (D) · Waldhers (D) · Waldkirchen an der Thaya (M) Hanftal (R) |
| Legende | |

| In der Spalte Katastralgemeinden sind sämtliche Katastralgemeinden einer Gemeinde angeführt. In der Klammer ist die jeweilige Fläche in km² angegeben. |
| In der Spalte Ortschaften sind sämtliche von der Statistik Austria erfassten Siedlungen, die auch eine eigene Ortschaftskennziffer aufweisen, angeführt. In der Hierarchieebene derselben Spalte, rechts eingerückt, werden nur Ansiedlungen, die mindestens aus mehreren Häusern bestehen, dargestellt. Die wichtigsten der verwendeten Abkürzungen sind: - M = Hauptort der Gemeinde - Stt = Stadtteil - R = Rotte - W = Weiler - D = Dorf - ZH = Zerstreute Häuser - Sdlg = Siedlung - Hgr = Häusergruppe - E = Einzelgehöft (nur wenn sie eine eigene Ortschaftskennziffer haben) Die komplette Liste der Statistik Austria ist in: Topographische Siedlungskennzeichnung nach STAT Zu beachten ist, dass manche Orte unterschiedliche Schreibweisen haben können. So können sich Katastralgemeinden anders schreiben als gleichnamige Ortschaften bzw. Gemeinden. Quelle: Statistik Austria – Liste für Niederösterreich (PDF) |

Die Gemeinde gehört zur Kleinregion Zukunftsraum Thayaland.

### Nachbargemeinden
|            | Slavonice (CZ)                              | Písečné u Slavonic (CZ) |
| Dobersberg | Kompassrose, die auf Nachbargemeinden zeigt | Raabs an der Thaya      |
|            | Karlstein an der Thaya                      |                         |

## Geschichte
Waldkirchen wurde im Jahre 1188 erstmals urkundlich erwähnt. Die dem heiligen Martin geweihte Kirche wird in diesem Jahr genannt. Sie wurde in der zweiten Hälfte des 16. Jahrhunderts evangelisch und brannte 1610 ab. Der romanische Kern blieb beim Wiederaufbau erhalten, die Kirche wurde im 18. Jahrhundert barockisiert.
Die Bedeutung von Waldkirchen stieg mit der Eröffnung der Thayatalbahn, weshalb der Ort im Jahre 1928 zur Marktgemeinde erhoben wurde.
Im Zuge der NÖ. Kommunalstrukturverbesserung wurden insgesamt fünf ehemalige Gemeinden eingegliedert, nämlich am 1. Jänner 1970 die Gemeinde Gilgenberg sowie am 1. Jänner 1971 die Gemeinden Fratres, Rappolz, Schönfeld und Waldhers, dazu kam die Katastralgemeinde Rudolz der Gemeinde Reibers.

### Einwohnerentwicklung
Seit dem Jahr 1934 nimmt die Einwohnerzahl ab. In den letzten Jahrzehnten sind sowohl die Geburtenbilanz als auch die Wanderungsbilanz negativ.
| Waldkirchen an der Thaya: Einwohnerzahlen von 1869 bis 2025 | Waldkirchen an der Thaya: Einwohnerzahlen von 1869 bis 2025 | Waldkirchen an der Thaya: Einwohnerzahlen von 1869 bis 2025 | Waldkirchen an der Thaya: Einwohnerzahlen von 1869 bis 2025 | Waldkirchen an der Thaya: Einwohnerzahlen von 1869 bis 2025 |
| ----------------------------------------------------------- | ----------------------------------------------------------- | ----------------------------------------------------------- | ----------------------------------------------------------- | ----------------------------------------------------------- |
| Jahr                                                        |                                                             |                                                             |                                                             | Einwohner                                                   |
| 1869                                                        | 1869                                                        |                                                             | 1.538                                                       | 1.538                                                       |
| 1880                                                        | 1880                                                        |                                                             | 1.585                                                       | 1.585                                                       |
| 1890                                                        | 1890                                                        |                                                             | 1.377                                                       | 1.377                                                       |
| 1900                                                        | 1900                                                        |                                                             | 1.368                                                       | 1.368                                                       |
| 1910                                                        | 1910                                                        |                                                             | 1.375                                                       | 1.375                                                       |
| 1923                                                        | 1923                                                        |                                                             | 1.407                                                       | 1.407                                                       |
| 1934                                                        | 1934                                                        |                                                             | 1.417                                                       | 1.417                                                       |
| 1939                                                        | 1939                                                        |                                                             | 1.379                                                       | 1.379                                                       |
| 1951                                                        | 1951                                                        |                                                             | 1.313                                                       | 1.313                                                       |
| 1961                                                        | 1961                                                        |                                                             | 1.176                                                       | 1.176                                                       |
| 1971                                                        | 1971                                                        |                                                             | 1.070                                                       | 1.070                                                       |
| 1981                                                        | 1981                                                        |                                                             | 902                                                         | 902                                                         |
| 1991                                                        | 1991                                                        |                                                             | 758                                                         | 758                                                         |
| 2001                                                        | 2001                                                        |                                                             | 669                                                         | 669                                                         |
| 2011                                                        | 2011                                                        |                                                             | 571                                                         | 571                                                         |
| 2021                                                        | 2021                                                        |                                                             | 491                                                         | 491                                                         |
| 2025                                                        | 2025                                                        |                                                             | 484                                                         | 484                                                         |
| Quelle(n): Statistik Austria, Gebietsstand 1.1.2021         |                                                             |                                                             |                                                             |                                                             |

## Kultur und Sehenswürdigkeiten

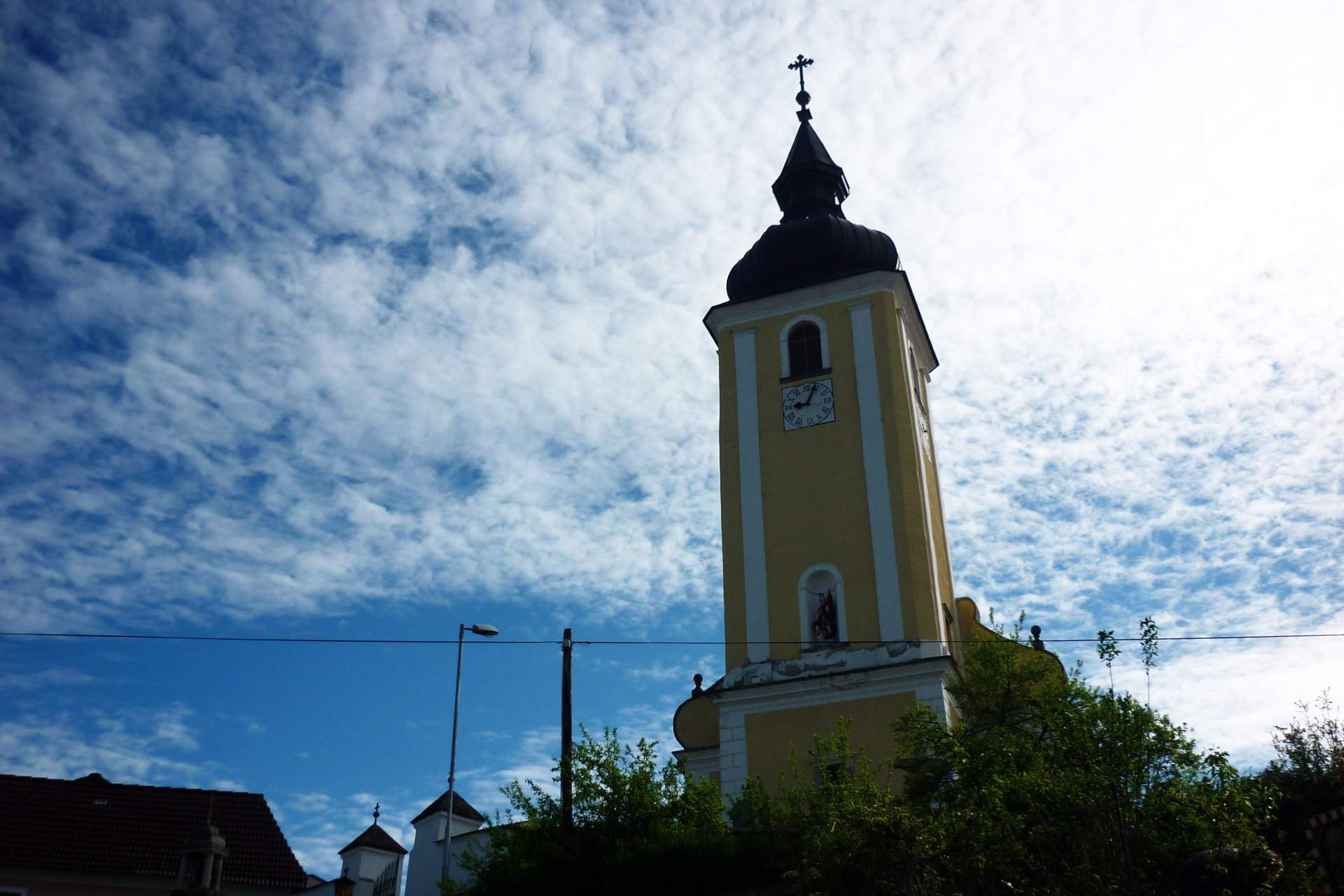
Pfarrkirche

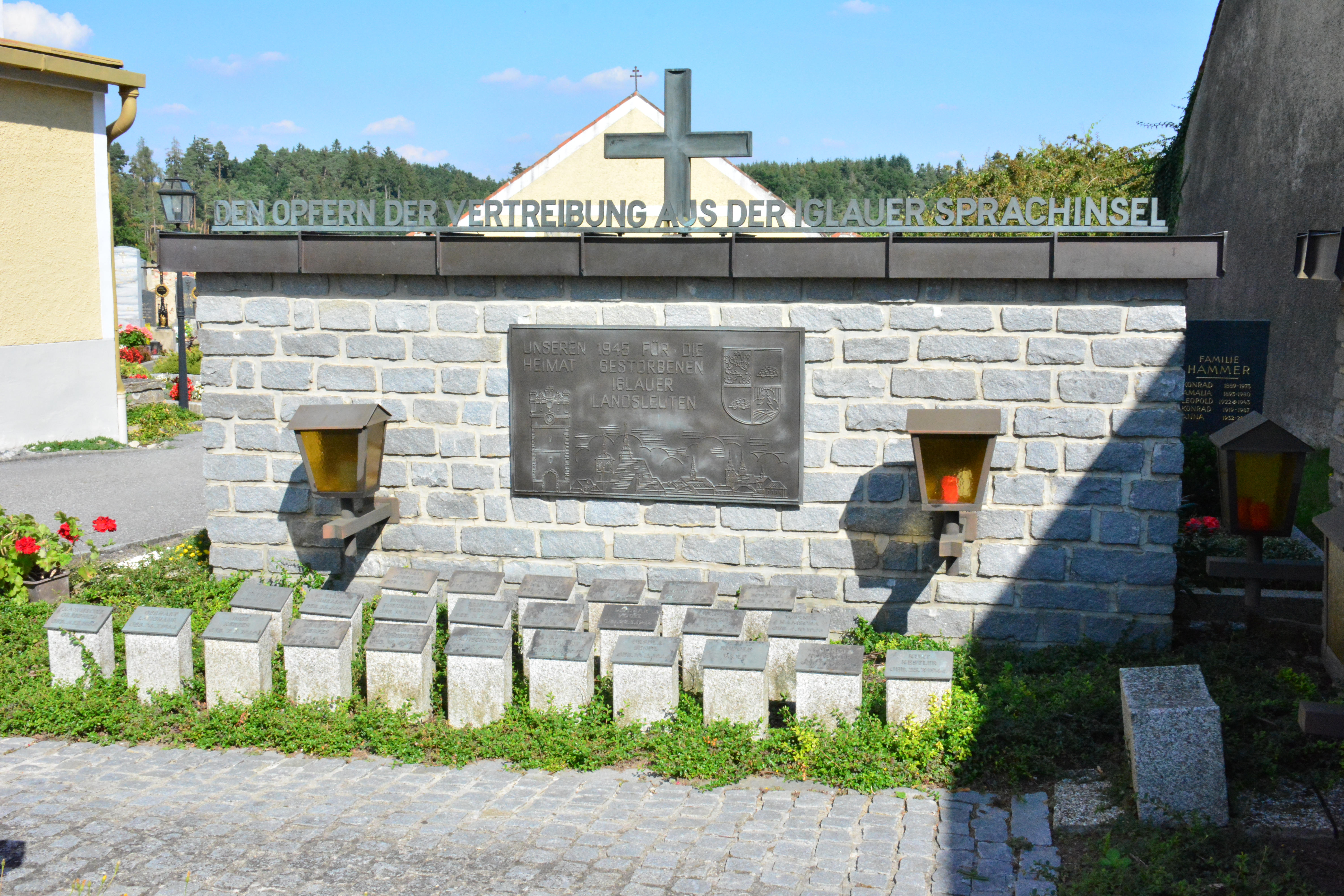
Gedenkstätte für die Heimatvertriebenen

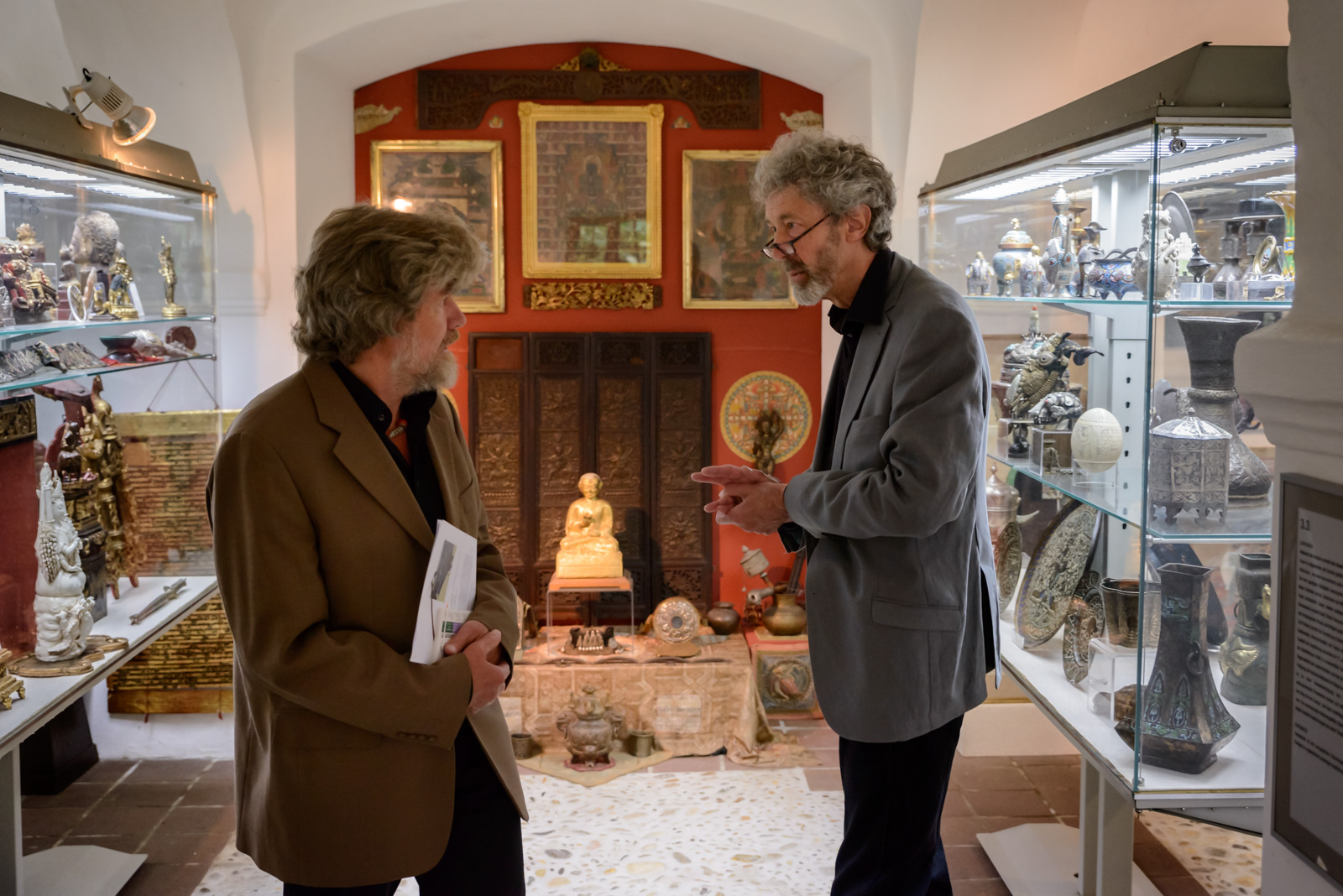
Reinhold Messner und Peter Coreth im Museum Humanum

- Katholische Pfarrkirche Waldkirchen an der Thaya hl. Martin: Die Kirche ist im Kern romanisch und wurde im Barock umgestaltet. Ihr Turm wurde zwischen 1713 und 1715 erbaut.
- Das Beinhaus südöstlich der Kirche wurde 1773 errichtet.
- Am Friedhof von Waldkirchen befindet sich eine Gedenkstätte für die sudetendeutschen Heimatvertriebenen aus Iglau für 25 Kleinkinder, die bei der Austreibung vom 21. Juni 1945 den Hungertod starben, sowie eine Gedenktafel für die Kriegstoten der Iglauer.
- Das Schloss Gilgenberg ist ein Bauwerk der späten Renaissance und geht auf eine frühere Feste zurück.[5]
- In Fratres befindet sich das Museum Humanum von Peter Coreth, der das Museum als Kulturbrücke über Jahrtausende zwischen Tschechien und Österreich darstellt.[6]
- Unmittelbar vor dem Grenzübergang Fratres befindet sich eine Gedenkstätte für die sudetendeutschen Heimatvertriebenen aus Zlabings und dem Zlabingser Ländchen zum Gedenken an die Toten der Heimat.

## Wirtschaft und Infrastruktur
In der Gemeinde gibt es 80 land- und forstwirtschaftliche Betriebe, davon sind 35 Haupterwerbsbetriebe (Stand 2010). Im Produktionssektor beschäftigen fünf Betriebe vierzehn Arbeitnehmer, vorwiegend mit der Herstellung von Waren. Der Dienstleistungssektor gibt in 18 Betrieben 32 Menschen Arbeit (Stand 2011).

### Verkehr
- Bahn: Waldkirchen lag an der Thayatalbahn, die von Schwarzenau über Waidhofen ursprünglich bis Slavonice (Zlabings) führte. Neben dem Bahnhof Waldkirchen bestanden noch die Haltestellen Radlmühle, Gilgenberg und Fratres. Letzterer Haltepunkt war jahrzehntelang der Endpunkt der Strecke.[10] Bereits 1977 folgte das Ende für Fratres, neun Jahre später traf es die restlichen Haltestellen und Bahnhöfe. Der Personenverkehr auf der gesamten Thayatalbahn wurde 2010 eingestellt.[11]
- Fahrrad: Auf dem ehemaligen Bahndamm der Thayatalbahn nördlich von Waidhofen an der Thaya wurde ein Radweg errichtet und Waldkirchen an den Radweg Thayarunde[12] angebunden.

### Bildung
In Waldkirchen gibt es einen Kindergarten und eine Volksschule.

## Politik

### Gemeinderat
Der Gemeinderat hat 13 Mitglieder.
- Mit den Gemeinderatswahlen in Niederösterreich 1990 hatte der Gemeinderat folgende Verteilung: 11 ÖVP, 2 FPÖ und 2 SPÖ.
- Mit den Gemeinderatswahlen in Niederösterreich 1995 hatte der Gemeinderat folgende Verteilung: 11 ÖVP, 3 FPÖ und 1 SPÖ.[14]
- Mit den Gemeinderatswahlen in Niederösterreich 2000 hatte der Gemeinderat folgende Verteilung: 11 ÖVP, 2 SPÖ und 2 FPÖ.[15]
- Mit den Gemeinderatswahlen in Niederösterreich 2005 hatte der Gemeinderat folgende Verteilung: 7 ÖVP, 7 SPÖ und 1 FPÖ.[16]
- Mit den Gemeinderatswahlen in Niederösterreich 2010 hatte der Gemeinderat folgende Verteilung: 8 ÖVP und 7 SPÖ.[17]
- Mit den Gemeinderatswahlen in Niederösterreich 2015 hatte der Gemeinderat folgende Verteilung: 13 ÖVP und 2 SPÖ.[18]
- Mit den Gemeinderatswahlen in Niederösterreich 2020 hatte der Gemeinderat folgende Verteilung: 15 ÖVP.[19]
- Mit den Gemeinderatswahlen in Niederösterreich 2025 hat der Gemeinderat folgende Verteilung: 13 ÖVP.[20]

### Bürgermeister
- bis 2005 Franz Hummel (ÖVP)
- 2005–2010  Gerhard Rillander (SPÖ)
- 2010–2023 Rudolf Hofstätter (ÖVP)
- seit 2023 Reinhard Ringl (ÖVP)

### Wappen
Der Gemeinde wurde 1976 folgendes Wappen verliehen: Ein gespaltener Schild, vorne geteilt, oben in Blau eine goldene Lilie, vorne unten in Rot ein silberner Querbalken; hinten in Grün ein schwebendes silbernes rotbedachtes Kirchengebäude mit ebensolchem Turm.

## Persönlichkeiten

### Ehrenbürger
- 2011: Josef A. Krahofer (1941–2024), Pfarrer von Waldkirchen und Reibers 1976–2015[21]

### Söhne und Töchter der Gemeinde
- Johann Höbinger (1874–1946), Wirtschaftsbesitzer und Politiker (CSP)

### Mit der Gemeinde verbundene Persönlichkeiten
- Peter Coreth (* 1948), Journalist, Schriftsteller, Übersetzer, Kunstsammler und Museumsgründer